# On the Job
On the Job (abreviada OTJ) es una película filipina del género neo-noir de 2013 escrita y dirigida por Erik Matti, quien coescribió el guion con Michiko Yamamoto. Protagonizada por Gerald Anderson, Joel Torre, Joey Marquez y Piolo Pascual, cuenta la historia de dos presos sicarios (Anderson y Torre) que son liberados temporalmente para llevar a cabo ejecuciones políticas, y de dos agentes de la ley (Marquez y Pascual) encargados de investigar el caso de asesinato relacionado con las drogas y con el negocio de armas por encargo de la prisión. La película contó además con las actuaciones de Angel Aquino, Shaina Magdayao, Empress Schuck, Leo Martínez, Michael de Mesa, Vivian Vélez y Rayver Cruz.

## Reparto
- Gerald Anderson es Daniel
- Joel Torre es Mario Maghari
- Joey Marquez es Joaquin Acosta
- Piolo Pascual es Francis Coronel Jr.
- Angel Aquino es Lulette
- Shaina Magdayao es Nicky
- Empress Schuck es Tina
- Leo Martinez es el General Pacheco
- Michael de Mesa es Manrique
- Vivian Velez es Thelma
- Rayver Cruz es Bernabe
- Lito Pimentel es Pol

## Producción y estreno

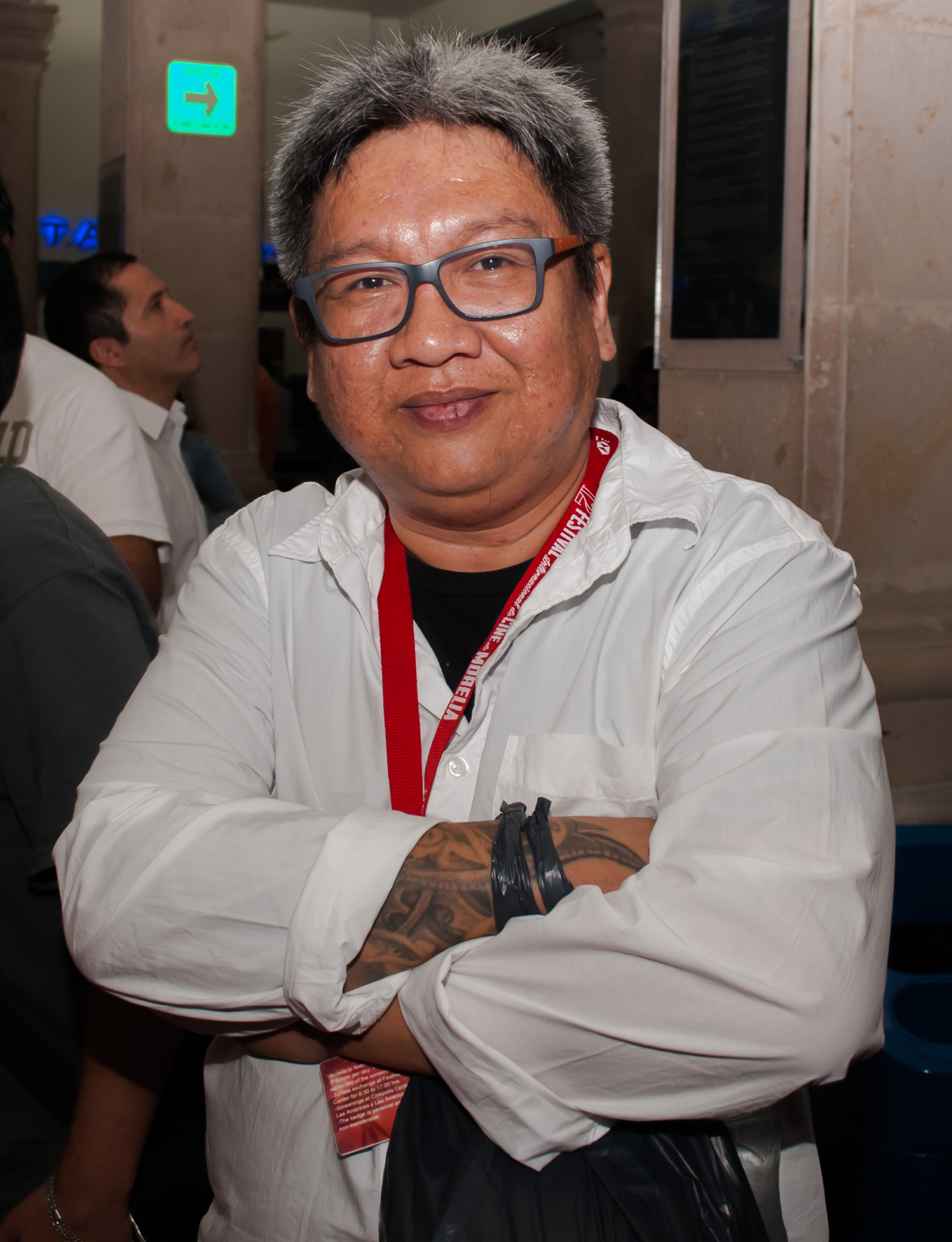
Erik Matti, director del filme.

La inspiración para On the Job vino de un miembro del equipo de Viva Films, quien afirmó que había sido liberado temporalmente de la cárcel para cometer asesinatos a sueldo antes de ser encarcelado de nuevo. Star Cinema se negó inicialmente a producir la película en 2010, por considerarla excesivamente violenta en comparación con sus proyectos habituales de comedia romántica; en 2012, sin embargo, aceptó coproducirla con la ayuda de la empresa del propio Matti, Reality Entertainment. El rodaje tuvo lugar en Manila y duró 33 días, con un presupuesto de producción de ₱47 millones (unos 1,1 millones de dólares).
On the Job se proyectó como parte de la Quincena de Realizadores del Festival de Cannes de 2013, donde fue elogiada y recibió una gran ovación el 24 de mayo. La película se estrenó en Filipinas el 28 de agosto de 2013 y en Estados Unidos y Canadá el 27 de septiembre de ese año. Recibió críticas positivas de la crítica extranjera y nacional. En 2021 la película y su secuela On the Job: The Missing 8 se reeditaron como una miniserie de seis partes de HBO Asia, titulada On the Job.